# Гулићи
Гулићи (итал. Gulli) је до 2001 је било насељено место у унутрашњости Истарске жупаније у Републици Хрватској. Административно је било у саставу Града Пореча.
Године 2001. је припојено насељу Пореч.

## Становништво
Према задњем попису становништва из 2001. године у насељу Гулићи није било становника.
Кретање броја становника по пописима 1857—2001.
| Националност   | 1857. | 1869. | 1880. | 1890. | 1900. | 1910. | 1921. | 1931. | 1948. | 1953. | 1961. | 1971. | 1981. | 1991. | 2001. |
| бр. становника | 0     | 0     | 33    | 43    | 55    | 47    | 0     | 0     | 41    | 14    | 13    | 8     | 38    | 100   | 0     |

Напомена:У 1857, 1869, 1921. и 1931. подаци су садржани у насељу Пореч. Од 1880. до 1910. и у 1948. исказивано као део насеља. У 2001. припојено насељу Пореч 